# Apoduvalius anseriformis
Apoduvalius anseriformis is een keversoort uit de familie van de loopkevers (Carabidae). De wetenschappelijke naam van de soort is voor het eerst geldig gepubliceerd in 2004 door Salgado & Pelaez.